# Un Corazón
Un Corazón es un grupo de música cristiana contemporánea originario de México, específicamente de Ciudad Juárez, en Chihuahua. Fue creado en 2012, en la iglesia Comunidad Olivo, cuyo pastor es Marcos Richards. La banda es encabezada vocalmente por Steven y Lluvia Richards, Kim Richards y Louie Abrego.
El sonido de Un Corazón oscila entre lo experimental y lo tradicional al proponer texturas tanto electrónicas como orgánicas; de celebración como de meditación, con contenido escritural basado en el cristianismo.
En 2024, recibieron el reconocimiento en los premios Grammy Latinos al mejor álbum de música cristiana por KINTSUGI.

## Trayectoria
Un Corazón se creó en 2012 en Ciudad Juárez, México, siendo fundado por Steven Richards como una expresión de la iglesia Comunidad Olivo, pastoreada por Marcos Richards. Aunque inició como conferencias para jóvenes junto con producciones musicales —y ese trabajo sigue siendo una parte importante de su ministerio a través del congreso anual «UNCRZN»— Un Corazón siempre ha mantenido como pilar levantar cantos que edifican a la iglesia y al mismo tiempo motivan los corazones de una nueva generación a una vida de adoración.
En el 2012 lanzaron su primer álbum Un Corazón, en el 2014 lanzaron dos álbumes Darte Honor y Jesus Salva en junio y diciembre respectivamente.
En 2015, llegaron a un acuerdo de distribución con el sello del reconocido Marcos Witt. Su primer álbum con CanZion, se tituló Espejos. En 2017 lanzaron su quinto álbum Somos Iglesia que incluye  una de las canciones más importantes de la banda, Jesucristo Basta.
En el 2018 lanzaron su álbum Hola,Futuro que se convirtió en su álbum más destacado hasta ese momento, destacando temas como Salmo 23 (junto a Marcos Barrientos) y Dios de Imposibles.
En 2019 lanzaron varios sencillos y a fines de ese mismo año presentaron un sencillo titulado «Ríos de luz», en la dirección del género urbano alternativo al haber reclutado al conocido cantante y músico norteamericano, Andy Mineo, quien participa en la canción con algunos versos (en inglés) que también él mismo rapea.
La banda Un Corazón lanzó en 2020 dos proyectos: un álbum colaboración con la banda originaria de Guatemala, LEAD, titulado Sinergia; más adelante, lanzaron el álbum Cielo en el Tierra, que consta de doce temas, de los cuales dieron a conocer con una tríada de sencillos: «Amén», «Más que nunca» y «Príncipe de Paz», de los 12 temas destaca el tema homónimo.
En el 2021 lanzaron el álbum Todos a la mesa destacando temas como Sueños, Fiesta(ft.Alex Zurdo) y Transparente,los 2 últimos resaltan por ser de género urbano, en el mismo año se lanzó la versión en vivo del álbum.
En el 2022 se lanzó X Siempre álbum que presenta remakes de canciones del pasado, destacando por contar con varias colaboraciónes como la de Marcos Witt, Alex Campos, Majo y Dan, Lead y CRYS, entre otros.
En 2023, Kim Richards, quien es la vocalista principal del reconocido grupo, dio a conocer a través de sus redes sociales que estaba trabajando en un proyecto personal junto a Indiomar.Y en octubre se lanzó su primer álbum como solista Mi Religión, que llama la atención por su variedad de géneros y estilos musicales excluyendo al estilo clásico de Un Corazón, en dicho álbum colaboraron con Redimi2, Alexxander, Samu Robles, etc.
En 2024, Kim se reintegró al grupo para la grabación y lanzamiento del álbum KINTSUGI dicho álbum convirtió en su proyecto más destacado resaltando temas como 1000 Pedazos (el más viral del álbum), Babel, Socorro, El Nombre(ft.Averly Morillo. Este álbum sería elegido como el álbum cristiano del año en 2024 en los premios Grammy Latinos.
El 23 de febrero del 2025 tuvieron su primera presentación en el Auditorio Nacional de la Ciudad de México teniendo un lleno completo, tras lo cual abrieron una nueva fecha el 24 de febrero.

## Discografía

### Álbumes de estudio
- Un Corazón (2012)
- Darte Honor (2013)
- Jesús Salva (2014)
- Espejos (2015)
- Música En El Desierto (2016)
- Hola, Futuro (2018)
- Sinergia (junto a LEAD) (2020)
- Cielo En La Tierra (2020)
- Todos A La Mesa (2021)
- X SIEMPRE (2022)
- Postales Navideñas (2022) [12]
- KINTSUGI (2024)

## Reconocimientos
«Hola, futuro» entró en la terna para el «Álbum en idioma español del año», mientras que el tema «Salmo 23» (feat. Marco Barrientos), está considerado en la categoría «Canción grabada en idioma español del año».
Su álbum X SIEMPRE recibió diversas nominaciones en Premios Arpa, y en los premios Dove.
En 2024, la banda se alzó con el prestigioso Latin Grammy al Mejor Álbum Cristiano (en español) por su producción en vivo Kintsugi.